# 폭력의 법칙: 나쁜 피 두 번째 이야기
"폭력의 법칙: 나쁜 피 두 번째 이야기"는 2016년에 개봉한 대한민국의 영화이다.

## 캐스팅
- 김영무 : 조성현 역
- 한여울 : 고영지 역
- 김영용 : 조성진 역
- 우상민 : 성현 모 역
- 이풍운 : 최종수 역
- 조승연 : 최동일 역
- 주민선 : 정은희 역
- 김재만 : 최동운 역
- 유연지 : 남지선 역
- 서승원 : 박상우 역
- 이정민 : 김동재 역
- 윤지욱 : 김상도 역
- 윤부진 : 성현 이모 역
- 박선준 : 지선 남친 역
- 박상운 : 매니저 역